# 鶴來站

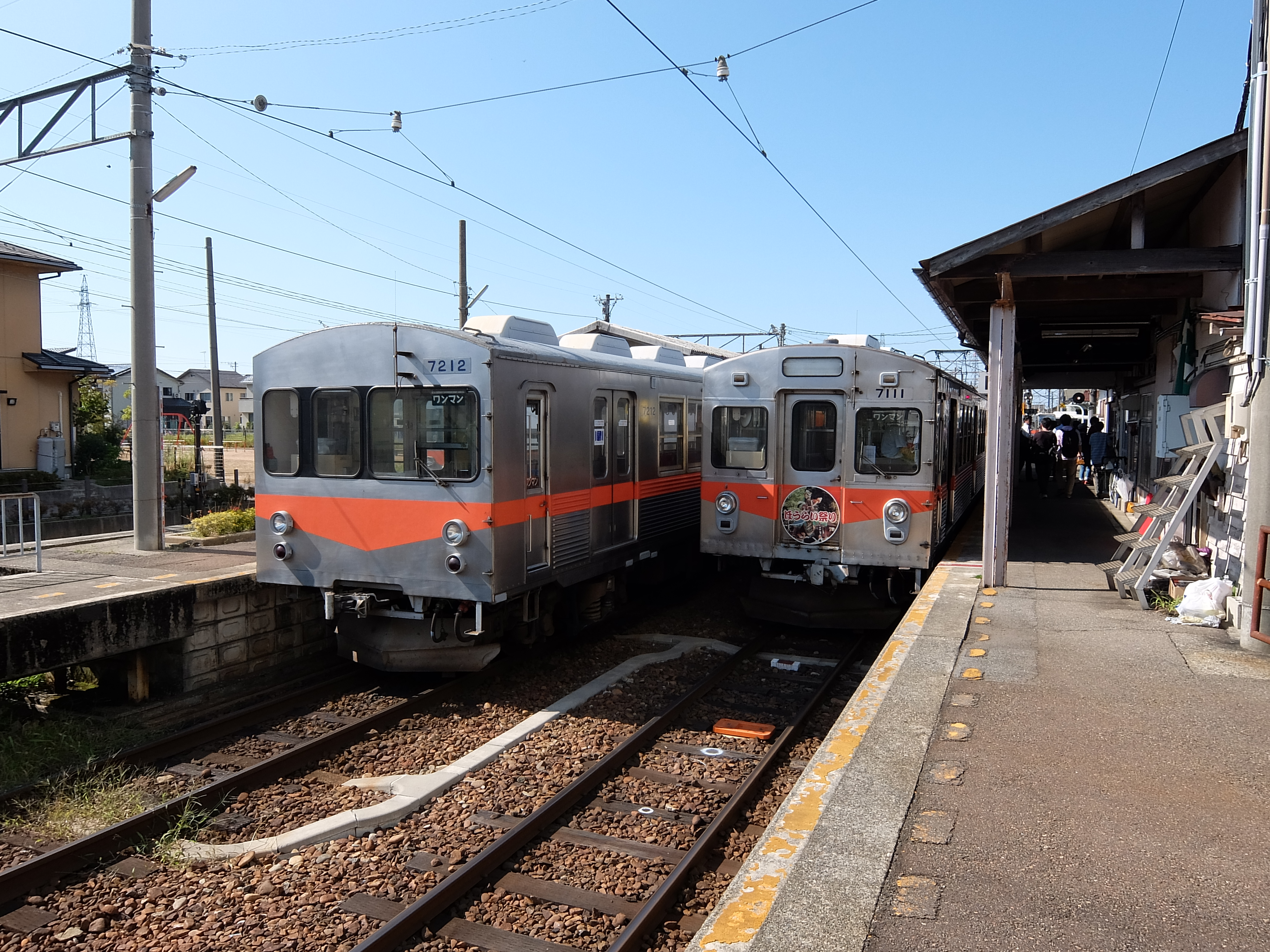
在鶴來站等待出發的列車

鶴來站（日语：／ Tsurugi eki */?）是位於石川縣白山市鶴來本町四丁目，北陸鐵道的石川線車站。車站編號為I17。

## 車站構造
車站是一座地面車站，設有2面2線相對式月台。此站是有人車站，本站也是全線內唯一設有月台編號的車站。
車站大樓一側為1號月台，對面為2號月台。在能美線廢止前，2號月台後方為3號月台，能美線會停靠3號月台。現時3號月台用作停泊使用之用。此站至加賀一之宮站之間廢止後，列車到達1號月台落客後會繼續向舊加賀一之宮前進，然後掉頭駛入2號月台，等待下一班次出發。但是1號月台在訊號系統上可作折返，因此有部分時候不會駛入2號月台。現時在站內路軌向加賀一之宮方向延伸，直至在越過石川縣道45號金澤鶴來線便到達路軌終端。

### 月台
| 月台 | 路線   | 上下行 | 方向     | 備註         |
| ---- | ------ | ------ | -------- | ------------ |
| 1    | 石川線 | 上行   | 野町方向 |              |
| 2    | 石川線 | 上行   | 野町方向 | 乘車專用月台 |

## 歷史
- 1915年6月22日：石川鐵道新野野市站至此站之間開通，此站啟用[2][3]。
- 1927年12月28日：金名鐵道鶴來町站（啟用時鄰接鶴來站）至神社前站（後來為加賀一之宮站）之間啟用[2][5]。
- 1929年3月11日：金名鐵道被金澤電氣軌道（日语：金沢電気軌道）收購，金名鐵道的鶴來町站與鶴來站合併[7]。
- 1932年1月16日：能美電氣鐵道天狗山至鶴來之間開通[8]。
- 1939年8月1日：能美電氣鐵道把業務轉讓給金澤電氣軌道[9]。
- 1943年10月13日：隨著北陸鐵道（現時法人）成立[3][10]，成為石川線和能美線車站。
- 1949年6月21日：能美線直連石川線[10]。
- 1967年7月25日：石川線新西金澤站的車廠和檢車區遷至至此站[11][12][13]。
- 1980年9月14日：能美線廢線[14]。
- 2007年：

- 4月1日：白山市社區巴士的公立鶴來醫院路線開始連接。
- 12月31日：替代能美線的替代巴士停駛。

- 2008年10月23日：向國土交通省北陸信越運輸局（日语：北陸信越運輸局）通知，此站至加賀一之宮站之間的2.1公里路段將會廢止。預定日期為2009年11月1日[16]。
- 2009年11月1日：此站至加賀一之宮站之間廢止[3]，本站改為石川線終點站。
- 2019年4月1日：增設車站編號[17]。

## 使用狀況
在2019年度，1日平均上下車人次為1,068人。在同公司車站中排名第5，僅次於新西金澤站。
根據「白山市統計書」，以下為一日平均上下車人次：
| 年度   | 1日平均 上下車人次 |
| ------ | ------------------ |
| 2000年 | 979                |
| 2001年 | 861                |
| 2002年 | 885                |
| 2003年 | 849                |
| 2004年 | 801                |
| 2005年 | 771                |
| 2006年 | 755                |
| 2007年 | 801                |
| 2008年 | 792                |
| 2009年 | 803                |
| 2010年 | 842                |
| 2011年 | 830                |
| 2012年 | 922                |
| 2013年 | 980                |
| 2014年 | 979                |
| 2015年 | 1,070              |
| 2016年 | 1,045              |
| 2017年 | 1,102              |
| 2018年 | 1,069              |
| 2019年 | 1,068              |

## 車站周邊
- 白山市政廳鶴來分所
- 白山市立鶴來中學（日语：白山市立鶴来中学校）
- 鶴來郵局（日语：鶴来郵便局）
- 石川縣立鶴來高等學校（日语：石川県立鶴来高等学校）
- 石川縣道179號野野市鶴來線（日语：石川県道179号野々市鶴来線）（鶴來街道）
- 石川縣道45號金澤鶴來線（日语：石川県道45号金沢鶴来線）
- 國道157號（日语：国道157号） 鶴來繞道（日语：鶴来バイパス）

## 巴士路線
主要路線為北鐵白山巴士路線前往白山六、松任方向。
- 白峰（日语：白峰村）、瀨女（日语：道の駅瀬女）、神子清水方向
  - 車站鄰近「一之宮」、「釜清水」兩巴士站。而「瀨女」巴士站是北鐵白山巴士河原山線的巴士站。該巴士路線是替代金名線之用[19]。
- 前往松任站
- 前往北陸先端科學技術大學院大學的穿梭巴士（JAIST Shuttle）
- 白山市社區巴士 めぐーる
- 能美市社區巴士 能美巴士（日语：のみバス）
- 前往金澤站

## 車廠
車站鄰接設有車廠，站內設有列車夜間停泊。

## 單車列車
每人可帶一架單車乘坐電車（只限3月16日～11月30日期間，星期一至五早上9時時段至下午3時時段出發的電車，星期六、日和假日則為整日）。只限來往此站和野町站。

## 泊車轉乘
在鶴來站附近的白山市鶴來分所中，設有泊車轉乘專用的停車場，但是該一些限制。
- 金澤市（K Park）[20]：只限平日（假日不可使用），收費、需事前申請
- 白山市：只限電車、巴士使用者，免費

## 相鄰車站
北陸鐵道
■石川線
日御子（I16）－鶴來（I17）

### 曾經存在的路線
北陸鐵道
石川線
鶴來－中鶴來
能美線
鶴來－本鶴來

## 外部連結
- 北陸鐵道鶴來站（页面存档备份，存于）（日語）